# Онглемон
Онглемон (фр. Anglemont) насеље је и општина у североисточној Француској у региону Лорена, у департману Вогези која припада префектури Епинал.
По подацима из 2011. године у општини је живело 164 становника, а густина насељености је износила 27,66 становника/km². Општина се простире на површини од 5,93 km². Налази се на средњој надморској висини од 285 метара (максималној 363 m, а минималној 269 m).

## Демографија
| 1962. | 1968. | 1975. | 1982. | 1990. | 1999. | 2011. |
| ----- | ----- | ----- | ----- | ----- | ----- | ----- |
| 190   | 201   | 186   | 172   | 164   | 165   | 164   |

График промене броја становника у току последњих година